# Stefan Sauter
Stefan Sauter (Heidelberg, 1964) é um matemático alemão. Trabalha com matemática numérica.
Sauter estudou matemática de 1985 a 1990 na Universidade de Heidelberg. Foi depois assistente pesquisador na Universidade de Kiel, onde obteve um doutorado em 1992, orientado por Wolfgang Hackbusch, com a tese Über die effiziente Verwendung des Galerkin-Verfahrens zur Lösung Fredholmscher Integralgleichungen). Em 1993/94 fez pós-doutorado na Universidade de Maryland, College Park, sendo depois novamente assistente em Kiel, onde obteve a habilitação em 1998 (Vergröberung von Finite-Elemente-Räumen). Em 1998/99 foi professor na Universidade de Leipzig, sendo desde 1999 professor de matemática aplicada na Universidade de Zurique.
Sauter trabalha dentre outros com métodos numéricos rápidos para manipulação de equações integrais, método dos elementos finitos e numérica de equações diferenciais parciais.
Em 1996 recebeu o Prêmio Oberwolfach.

## Obras
- com Christoph Schwab: Randelementmethoden. Analyse, Numerik und Implementierung schneller Algorithmen, Teubner, 2004